# 小畔川
小畔川（こあぜがわ）は、埼玉県を流れる一級河川。荒川水系越辺川の支流である。

## 地理
埼玉県飯能市大字宮沢の宮沢湖に源を発し、途中、中田橋下流で南小畔川を合わせ、川越市と坂戸市境界付近の落合橋下流で越辺川に合流する。越辺川に合流して間もなく入間川に合流するため、入間川の直接の支流と誤解されやすい。
源流の宮沢湖には、飯能市小瀬戸地区で入間川の取水口から入間第二用水を使い通水し、溜められた水は小畔川流域の水田等への用水に利用されている。このため小畔川中流部には固定された堰が多く魚類の遡上が制限されている。入間川で瀬切れが発生する状況でも流域付近は伏流水が豊富で流れが途絶えることは無い。

## 散策
校歌の歌詞に「小畔川」が込められているほど親しまれている河川である。上流の宮沢湖から国道407号を交差する付近までは、かなりの部分が昔の里川の雰囲気を残しているが、この付近から下流の御伊勢橋までは、河川改修により護岸工事が施され、石垣で川辺を形成しているところがほとんどで水面へのアクセスが悪い。御伊勢橋付近には「小畔水鳥の郷公園」があり桜並木や野鳥が多く、これより下流は水辺を散歩できるように遊歩道が整備されている。東上線鉄橋からは100 mを超える堤間となり、越辺川と合流するまで続く。水流は10 m程度の幅で流れ、川辺には葦が生え木が茂り自然の姿が残され、御伊勢橋から金堀橋付近までは川べりを、更に下流は堤防上を散策できるように整備されているため、市民の憩いの場となっている。

## 河川管理
東上線鉄橋を境に上流を埼玉県飯能県土整備事務所が、下流は国土交通省関東地方整備局荒川上流河川事務所が行っている。

## 環境
川遊びもできる清流であったが高度経済成長時代に水質が悪化し、下水処理が整備される前は汚染度が高く、とても川遊びなどできる状況ではなかった。ここ数年は流域の本下水化が進み、水質が改善され良好な状態を保っている。水域から離れた西武高麗団地および西武鉄道車庫の処理された下水が、高麗川を迂回し導水管で小畔川に排水されているのは気になるところである。例年行われている水生生物による川の汚染度調査では、ヒラタカゲロウ、ヒル、トウヨシノボリ、タモロコが確認されており、水質階級I（きれいな水）となっている。最近ではウグイやオイカワ、カワムツ、ヌマムツ、コイ、フナ、ニゴイなどの魚が釣れる。外来種であるオオクチバスやコクチバスの生息域も拡大している。通常は悪臭を放つことは無いが、増水後は下水臭が残ることが多い。

## 支流
- 神流川
- 南小畔川

## 橋梁
上流より記載
- ○○橋
- 埼玉県道30号高麗川バイパス
- 小畦川橋（埼玉県道30号飯能寄居線）
- 小畦橋（埼玉県道262号日高狭山線）
- ○○橋
- 小畔川橋梁（八高線）
- 昭和橋
- ○○橋（人道橋）
- ○○橋
- ○○橋
- 埼玉県道15号川越日高線
- ○○橋
- ○○橋
- 白幡橋
- 川越線
- ○○橋
- 境橋
- 別所橋
- 新別所橋
- 相原橋
- 国道407号
- 小畔川橋
- 小畔川橋（国道407号日高バイパス）
- 北不動橋
- 圏央道
- 中田橋
- 田島橋
- 下田橋
- 道目木橋
- 寺橋
- 田谷橋
- 宮下橋
- 芳地戸橋
- 関越自動車道

- 御伊勢橋
- 高橋
- 吉田橋

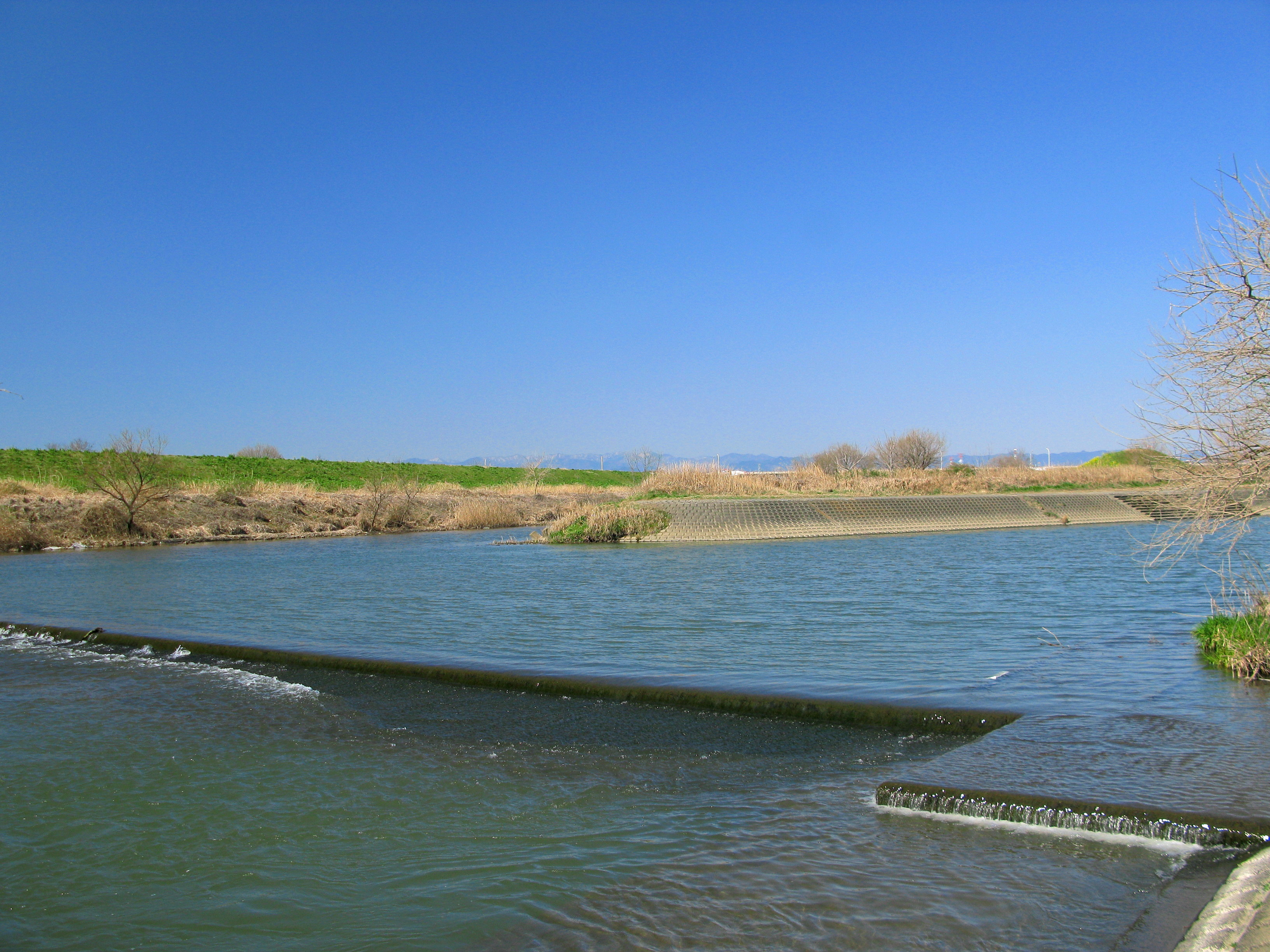
小畔川と越辺川の合流点

- 小畔川橋梁（東武東上線）（これより上流は埼玉県、下流は国土交通省が管理[4]）
- 金堀橋（埼玉県道114号川越越生線）
- 八幡橋（埼玉県道39号川越坂戸毛呂山線）
- 精進場橋
- 莿橋（とげはし）（埼玉県道256号片柳川越線）
- 鎌取橋（冠水橋）
- 落合橋（国道254号）